# Стойка (автомобиль)

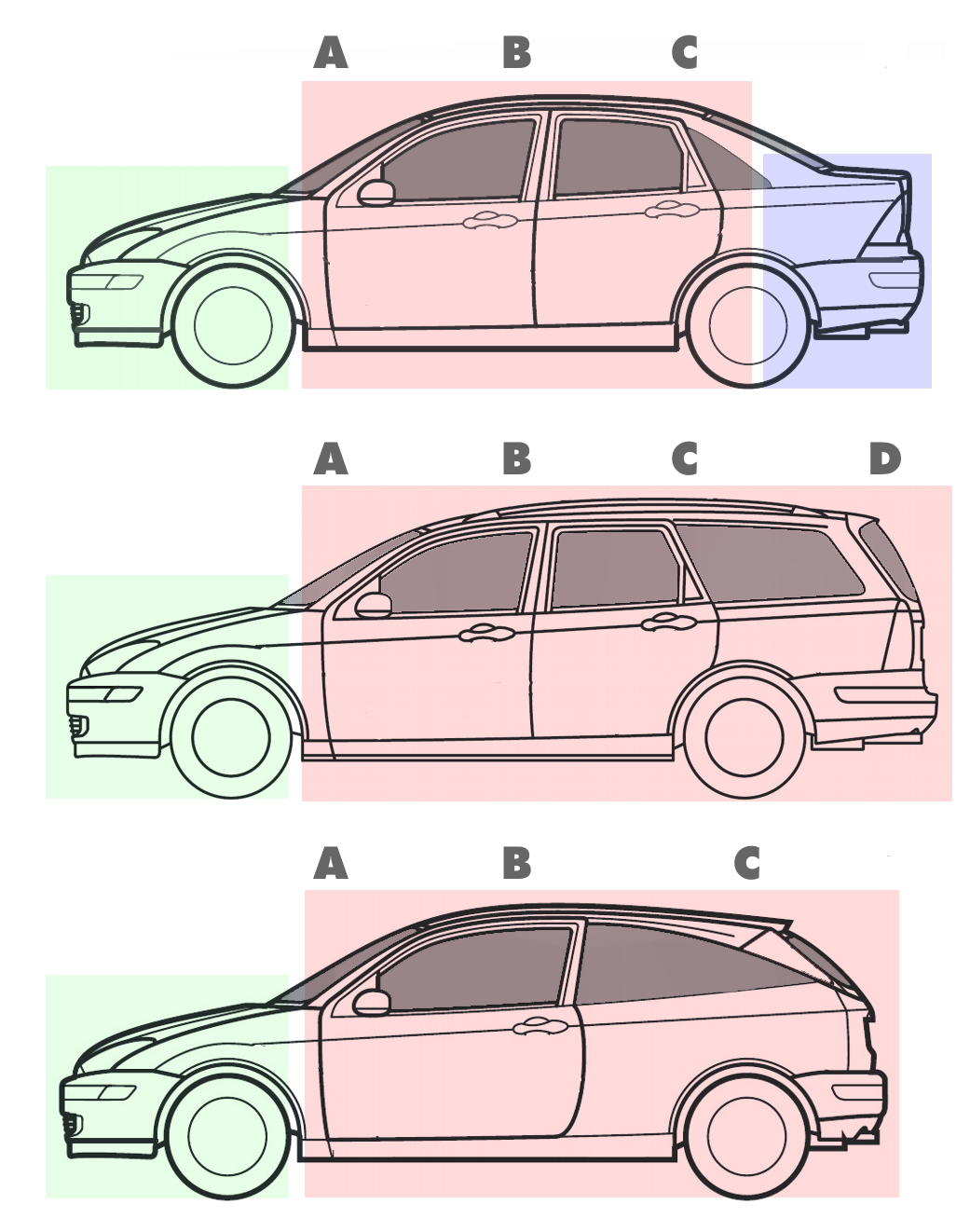
Типовые конфигурации стоек седана Ford Focus первого поколения (трёхобъёмный), универсала (двухобъёмный) и хетчбэка (двухобъёмный) одного модельного ряда.

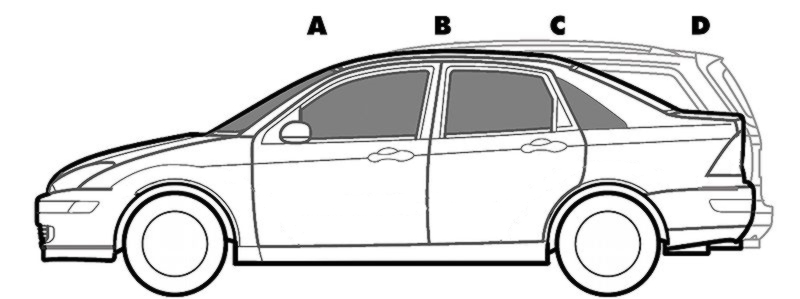
Типовые конфигурации стоек седана (трёхобъёмный) и универсала (двухобъёмнй) одного модельного ряда.

Схема пятидверного хетчбэка (двухобъёмного) наложенного на универсал (двухобъёмный) из того же модельного ряда — в данном случае оба с D-стойкой

Стойки на автомобиле с кузовом с постоянной крышей (например, четырехдверные седаны) представляют собой вертикальные или почти вертикальные опоры оконной области. Они обозначаются, если смотреть на автомобиль в профиль и считать спереди назад, соответственно как A, B, C и (в более крупных автомобилях, таких как 4-дверные универсалы и внедорожники) D-стойки.

## Номенклатура
Автомобильные стойки — это вертикальные или наклонные компоненты закрытого кузова автомобиля, которые одновременно поддерживают крышу и усиливают крутильную жесткость кузова.
Со временем был разработан алфавитный порядок обозначения стоек автомобиля, который по-разному используется автомобильной прессой при описании и обзоре транспортных средств, страховыми компаниями при выявлении поврежденных компонентов и спасательными командами, оказывающими первую помощь, для облегчения общения, например, при использовании челюстей жизни для поиска пути к пострадавшим при аварии.
Используются буквы A, B, C и D (в верхнем регистре):
- А-стойка (передняя стойка) — это самая передняя стойка автомобиля, поддерживающая крышу по каждому углу лобового стекла.[3]
- B-стойка (средняя стойка) расположена между передним и задним боковыми стеклами автомобиля и служит опорой крыши.[4]
- C-стойка (задняя стойка) является самой задней на двух- и четырехдверных седанах и хетчбэках.[5]
- D-стойка является самой задней стойкой на более крупных четырехдверных автомобилях, таких как универсалы и полноразмерные внедорожники.

Стойки для боковых форточек (маленькое, обычно открывающееся окно на старых автомобилях между окном передней двери и лобовым стеклом, иногда находится сзади, обычно фиксированное) не считаются стойками крыши.

## Дизайн
Стойки кузова имеют решающее значение для обеспечения прочности кузова автомобиля. Конструкция крыши и дверей автомобиля, являющихся наиболее дорогостоящими компонентами кузова при разработке или переоснащении, является основным фактором соответствия стандартам безопасности и предотвращения столкновений. До появления стандартов безопасности стойки обычно были тонкими. Конструкция стоек кузова изменилась в соответствии с нормами, обеспечивающими защиту крыши от повреждений. Стандарты в Соединенных Штатах вводились поэтапно, и, начиная с 2009 года, требовали, чтобы закрытые легковые автомобили могли выдерживать на крыше от 1,5 до 3,0 раз больший вес незагруженного автомобиля, сохраняя при этом запас высоты (пространство для выживания) для пассажиров.
Это потребовало разработки более толстых стоек крыши, которые не только обеспечивают достаточную прочность, но также включают в себя набивку и подушки безопасности. Однако более толстые передние стойки закрывают поле зрения и создают слепые зоны). В некоторых конструкциях используются более тонкие передние стойки со скошенными краями на каждой стороне лобового стекла, чтобы улучшить обзор водителя, а также за счет использования более прочной легированной стали. Целью этой конструкции является соблюдение стандартов безопасности и обеспечение защиты от столкновений.
Одним из важных элементов дизайна современных автомобилей является передняя стойка, поскольку ее расположение и угол влияют на форму передней части автомобиля и общую форму современных автомобилей или то, что дизайнеры называют «объемом». Например, более выдвинутые вперед передние стойки увеличивают внутреннее пространство и уменьшают угол наклона и визуальную разницу между капотом и лобовым стеклом. Такое расположение делает вид автомобиля сбоку аэродинамичным. Передние стойки, расположенные дальше назад на автомобиле, чаще всего встречаются на заднеприводных моделях и моделях внедорожников. Такое расположение обеспечивает больший угол наклона капота к лобовому стеклу, а также обеспечивает большее поле обзора для водителя, но с недостатком вторжения во внутреннее пространство.
Центральная (средняя, B) стойка четырехдверных седанов обычно представляет собой закрытую стальную конструкцию, приваренную внизу к порогу автомобиля и днищу автомобиля, а также сверху к рейлингу или панели крыши. Эта стойка обеспечивает структурную поддержку панели крыши автомобиля и предназначена для запирания передней двери и крепления петель задних дверей. Центральная стойка, «возможно, самая сложная из всех конструкций автомобиля», может представлять собой многослойный узел различной длины и прочности.
Центральные стойки также существуют как неотъемлемые элементы кузова автомобиля на двухдверных седанах и хетчбэках, отделяя переднюю дверь от неподвижного или подвижного стекла второго ряда сидений. Дополнительные двери (более 4), например, на лимузинах, образуют соответствующие средние стойки, пронумерованные по порядку B1, B2 и т. д.
Закрытые автомобили без средней стойки широко называются хардтопами и доступны в двух- или четырехдверном кузове, в версиях седан, купе и универсал. Конструкции без стойки «B», поддерживающей крышу за передними дверями и задними боковыми окнами, обеспечивают улучшенную обзорность для пассажиров, но, в свою очередь, требуют усиления днища кузова для сохранения жесткости конструкции. Потребность в более прочных конструкциях крыши означала замену конструкции без стоек на жесткую среднюю стойку, как, например, в двухдверной линейке AMC Matador. Чтобы продолжать извлекать выгоду из популярности дизайна, General Motors в начале 1970-х годов попыталась расширить определение «хардтоп», включив в него модели с средней стойкой, с ложным обоснованием: «до этого все думали, что жесткая крыша — это автомобиль без центральной стойки». Средние модели General Motors «Колоннада» были названы так из-за их опорной конструкции, разработанной с учетом новых стандартов защиты при опрокидывании, но маркетологи пытались продвигать их так, как если бы они были настоящими хардтопами. К 1980-м годам полноразмерный Chrysler стал последней моделью с открывающимися передними и задними боковыми окнами и без средней стойки.
Задняя (C) стойка является самой задней на двух- и четырехдверных седанах и хетчбэках и предоставила автомобильным дизайнерам возможность «привнести немного «дизайнерского таланта» в то, что в противном случае было бы довольно невзрачным видом сбоку». Большинство обычных задних стоек имеют наклон назад, но для дифференциации их конструкции использовался обратный угол. Поскольку многие современные автомобили похожи друг на друга, дизайн задней стойки «стал областью стилистических прихотей».

Конструкция D-стойки, обычно встречающаяся на универсалах и внедорожниках, также претерпела переход от функциональной функции к элементу стиля. Поскольку кроссоверы выглядят одинаково, «D-стойка — единственная возможность выделиться».

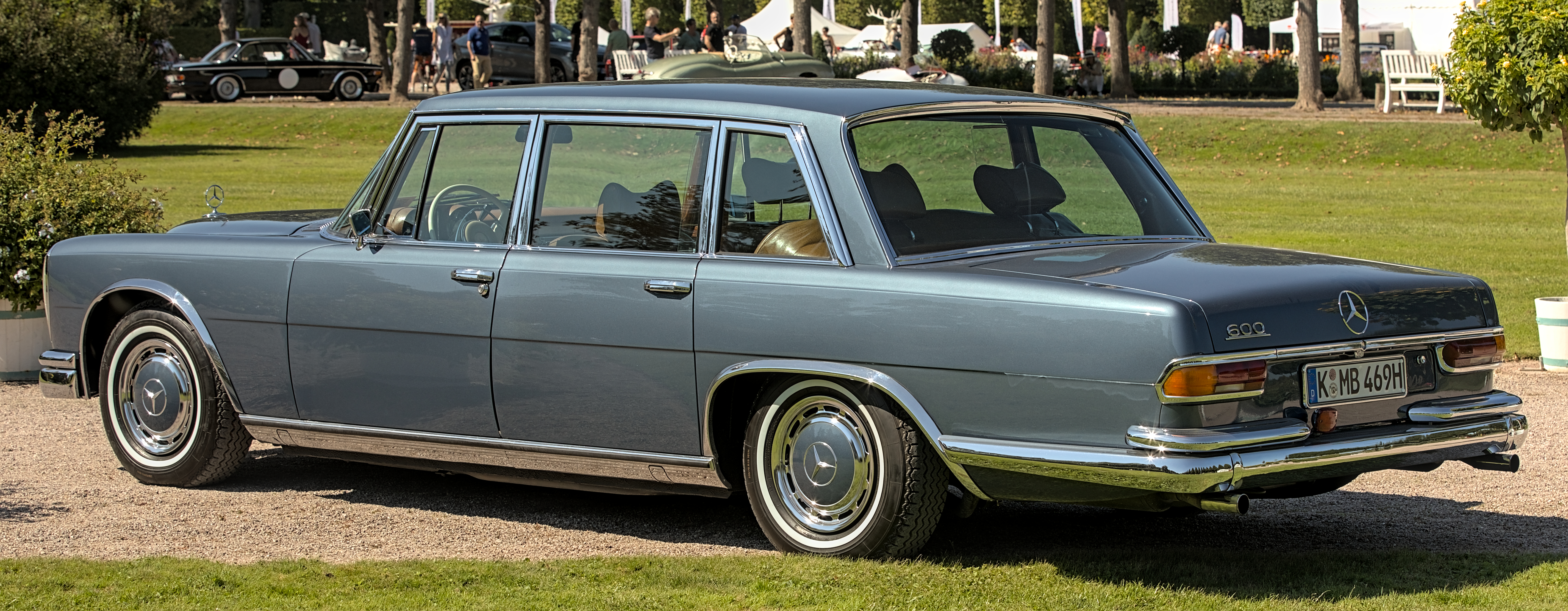
Слева направо: стойки A, B1, B2 и C c небольшими форточками в передней двери (Мерседес-Бенц 600).
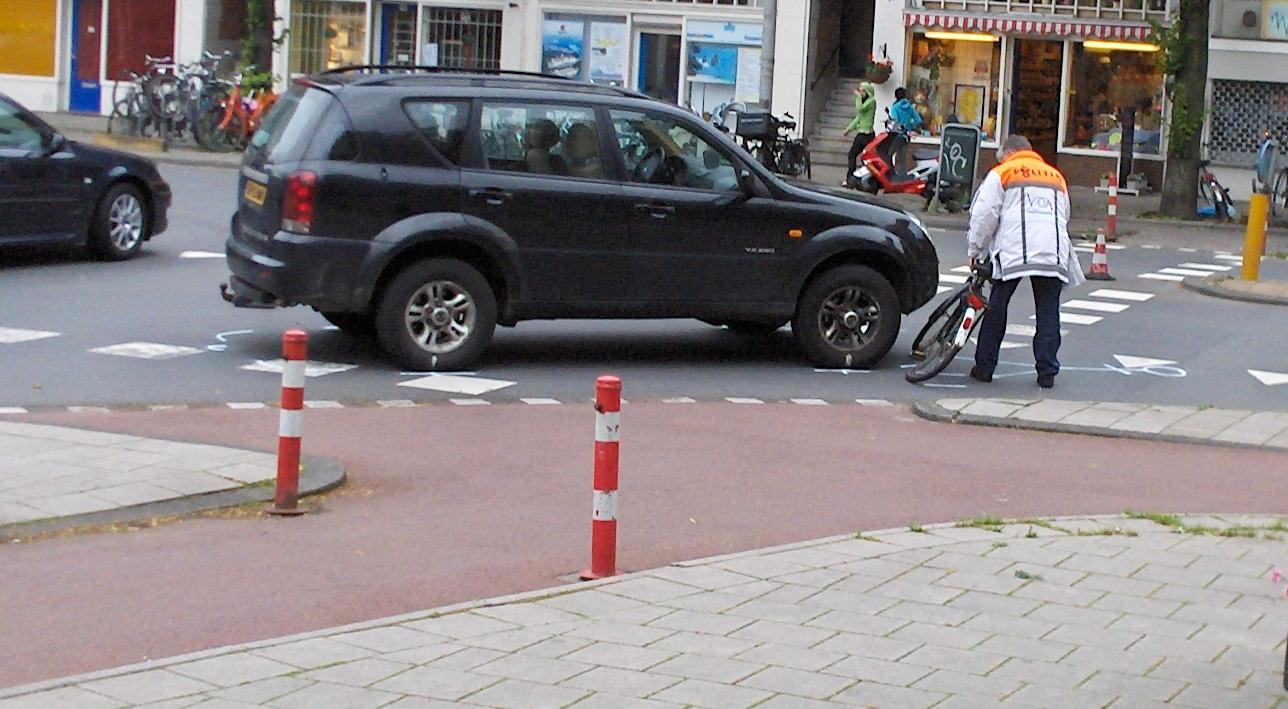
Авария частично возникает из-за слепой зоны на передней стойке.
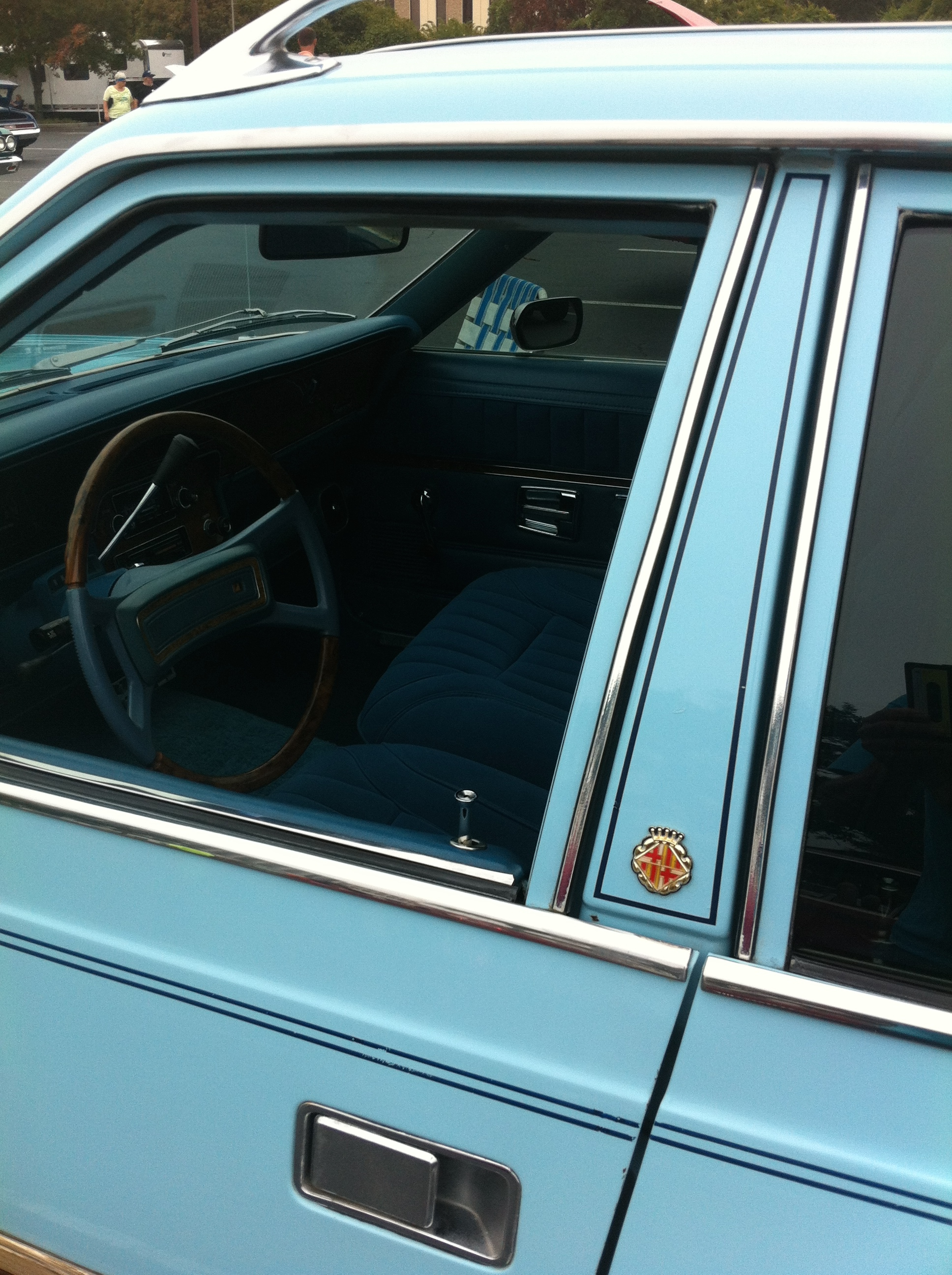
Стилизованная центральная стойка между передней и задней дверью на универсале АМС Конкорд.
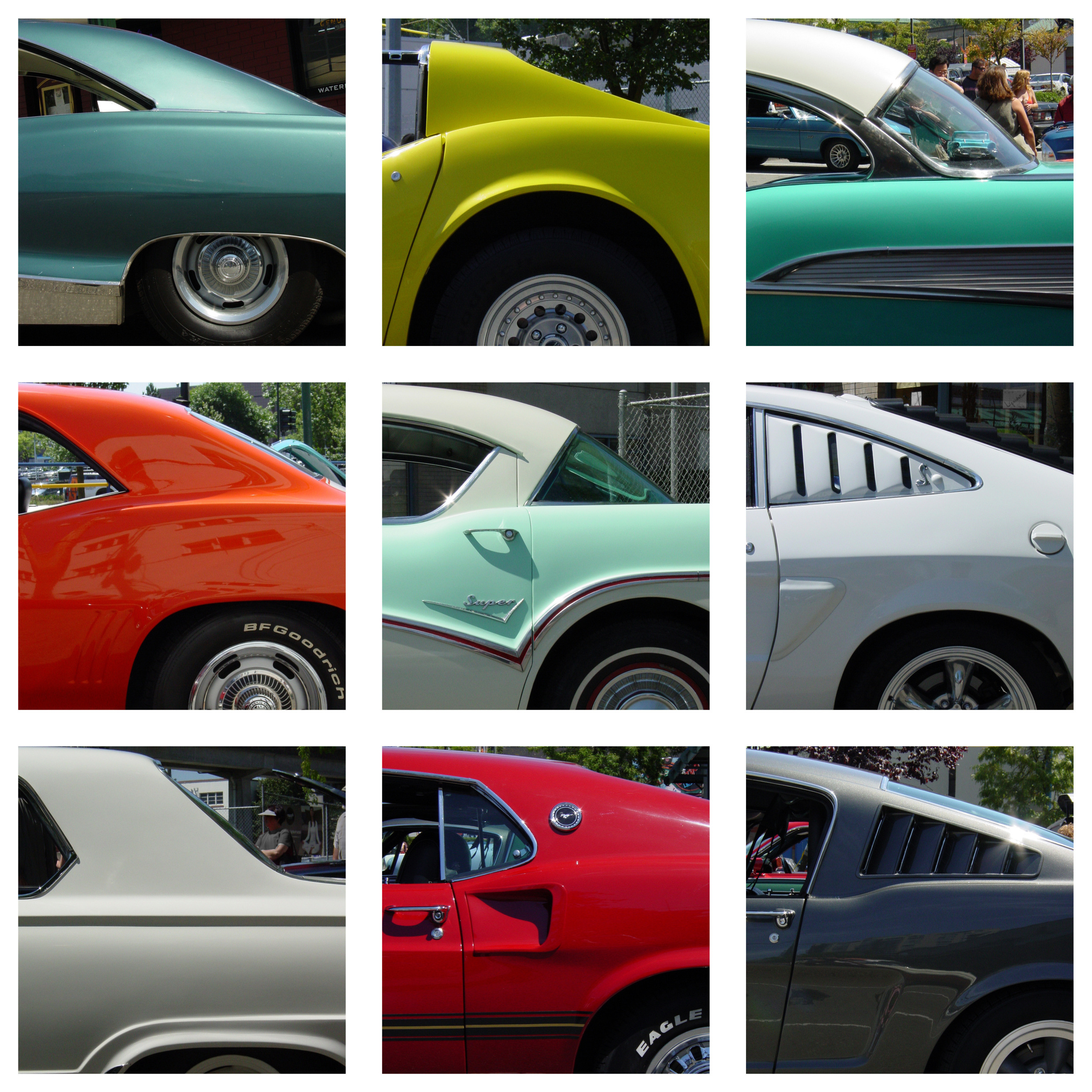
Монтаж различных обработок задней стойки

## Внешние ссылки
- «Art of Automotive C Pillars» — фотогруппа Flickr, созданная 26 июля 2005 г.; доступ к веб-странице осуществлен 26 июня 2022 г.